# Małopłytkowość poprzetoczeniowa
Małopłytkowość poprzetoczeniowa, plamica poprzetoczeniowa (ang. post-transfusion purpura, PTP) – skaza krwotoczna, pojawiająca się nagle, 5–15 dni po przetoczeniu krwi. Stanowi stan zagrożenia życia z powodu 10% ryzyka wystąpienia krwawień do OUN.

## Epidemiologia
Dotychczas opisano około 100 przypadków, głównie u wieloródek w średnim lub starszym wieku. Choroba występowała także u wielokrotnych biorców krwi.

## Patogeneza
Wystąpienie objawów małopłytkowości poprzetoczeniowej wiąże się głównie z występowaniem w większości przypadków przeciwciał anty-HPA-1a, powstających po przetoczeniu płytek HPA-1a dodatnich. W przebiegu choroby może dojść do spadku poziomu trombocytów poniżej 5 tys./mm³, co stanowi poważne ryzyko krwawień (w tym krwawień śródczaszkowych oraz z przewodu pokarmowego, będących stanem zagrożenia życia), stanowiących przeciwwskazanie do przeprowadzania wielu zabiegów diagnostycznych i leczniczych. Nie wiadomo dokładnie, dlaczego powstają alloprzeciwciała przeciwko płytkom zarówno dawcy, jak i biorcy.

## Leczenie
W leczeniu stosuje się wlewy dożylne IgG w dawce 1 g/kg m.c. przez 1–2 dni. Nie wskazane jest podawanie glikokortykosteroidów ze względu na ich nieskuteczność. Także przetaczanie koncentratu krwinek płytkowych jest przeciwwskazane.